# Stjepan Mesić
Stjepan (Stipe) Mesić (ur. 24 grudnia 1934 w Orahovicy) – chorwacki polityk i prawnik, działacz komunistyczny w Socjalistycznej Federacyjnej Republice Jugosławii, w 1990 premier Chorwacji, w 1991 przewodniczący Prezydium Jugosławii, w latach 1992–1994 przewodniczący Zgromadzenia Chorwackiego, prezydent Chorwacji w latach 2000–2010.

## Życiorys
W 1961 ukończył studia prawnicze na Uniwersytecie w Zagrzebiu. W tym samym roku zawarł związek małżeński z Milką Mesić, z którą ma dwie córki. Pracował jako menedżer w państwowym przedsiębiorstwie.
Działacz Związku Komunistów Chorwacji (SKH), wchodzącego w skład Związku Komunistów Jugosławii (SKJ). W 1966 został posłem do parlamentu Socjalistycznej Republiki Chorwacji, a dwa lata później stanął na czele władz miejskich Orahovicy. Aktywny uczestnik Chorwackiej Wiosny, ruchu dążącego do wzmacniania autonomii Chorwacji w ramach Jugosławii. Po jego upadku w połowie lat 70. oskarżony o udział w organizacji kontrrewolucyjnej i skazany na karę 2 lat i 2 miesięcy pozbawienia wolności, obniżoną na skutek apelacji w 1975 do kary 1 roku pozbawienia wolności, którą odbył w więzieniu w miejscowości Stara Gradiška.
Po zwolnieniu nie angażował się w działalność polityczną. Od końca lat 70. pracował w przedsiębiorstwie architektonicznym, później został jego głównym menedżerem. Do aktywności publicznej powrócił na początku 1990 w okresie przemian demokratycznych. Wstąpił wówczas do Chorwackiej Wspólnoty Demokratycznej Franja Tuđmana, został sekretarzem partii, a później przewodniczącym jej komitetu wykonawczego. HDZ zwyciężyła w tym samym roku w pierwszych wielopartyjnych wyborach do trzyizbowego parlamentu. 30 maja 1990 Stjepan Mesić objął urząd premiera, sprawując go do 24 sierpnia 1990. Ustąpił w związku z powołaniem w skład Prezydium Jugosławii, kolegialnej głowy federacji. Od 30 czerwca 1991 do 3 października 1991 pełnił funkcję przewodniczącego tej instytucji (był równocześnie sekretarzem generalnym Ruchu Państw Niezaangażowanych). Został usunięty z Prezydium Jugosławii po tym, jak Chorwacja wystąpiła z rządu federalnego.
We wrześniu 1992, po kolejnych wyborach, został przewodniczącym Zgromadzenia Chorwackiego. Funkcję tę pełnił do maja 1994. Odszedł z HDZ po konflikcie z władzami tej partii, dołączając do ugrupowania HND, które w wyborach w 1995 poniosło porażkę. W 1997 przeszedł do Chorwackiej Partii Ludowej (HNS), obejmując w jej strukturach stanowisko wiceprzewodniczącego.
W 2000 wystartował w wyborach prezydenckich rozpisanych po śmierci Franja Tuđmana. Poparły go poza HNS także m.in. Chorwacka Partia Chłopska i Istryjskie Zgromadzenie Demokratyczne. W pierwszej turze otrzymał 41,1% głosów, a w drugiej 59,0% głosów, pokonując Dražena Budišę. Urząd prezydenta objął 18 lutego 2000. W 2005 z powodzeniem ubiegał się o reelekcję w kolejnych wyborach, mając wsparcie większości ugrupowań opozycyjnych wobec HDZ. W pierwszej turze otrzymał 48,9% głosów, a w drugiej z wynikiem 65,9% zwyciężył Jadrankę Kosor. Drugą kadencję prezydencką zakończył 18 lutego 2010. W 2016 był kandydatem centrolewicowej koalicji na posła (z rekomendacji Chorwackiej Partii Emerytów), jednak nie uzyskał mandatu.

## Odznaczenia i wyróżnienia
- Wielki Order Króla Tomisława (2005)[9]
- Łańcuch Orderu Gwiazdy Rumunii (Rumunia, 2000)[10]
- Wielka Gwiazda Odznaki Honorowej za Zasługi dla Republiki Austrii (Austria, 2001)[11]
- Order Zasługi Republiki Włoskiej I Klasy (Włochy, 2001)[12]
- Order Podwójnego Białego Krzyża I klasy (Słowacja, 2001)[13]
- Order św. Michała i św. Jerzego I Klasy (Wielka Brytania, 2001)
- Order „Przyjaźń” I klasy (Kazachstan, 2002)[14]
- Krzyż Wielki z Łańcuchem Orderu Węgierskiego Zasługi (Węgry, 2002)
- Narodowy Order Zasługi I klasy (Malta, 2002)[15]
- Medal jubileuszowy „60-lecia zwycięstwa w Wielkiej Wojnie Ojczyźnianej 1941–1945” (Rosja, 2005)[16]
- Order Księcia Jarosława Mądrego I Klasy (Ukraina, 2007)[17]
- Medal Puszkina (Rosja, 2007)[18]
- Order Republiki (Mołdawia, 2008)[19]
- Order Flagi Narodowej (Albania, 2018)[20]
- Order Wolności (Kosowo, 2019)[21]
- Honorowe obywatelstwo Sarajewa (2018)[22]